# Anton Fig
Anton Fig (Città del Capo, 8 agosto 1952) è un batterista statunitense di origini sudafricane.

## Biografia
Anton Fig iniziò a suonare la batteria a 4 anni. La sua crescente passione musicale lo spinse a frequentare la "New England Conservatory of Music" a Boston, studiando il jazz e la musica classica e diplomandosi nel 1975. L'anno successivo, Fig si trasferì a New York, iniziando a lavorare come turnista.
Il batterista è più che altro noto per la sua collaborazione nella CBS Orchestra presente nello show americano di David Letterman chiamato Late Show with David Letterman, collaborazione attiva dal 1986. Fig è anche conosciuto nell'ambiente hard rock per aver suonato assieme ai Kiss, prendendo il posto di Peter Criss nel 1979. Con il gruppo di Paul Stanley, Anton pubblicò due dischi, Dynasty e Unmasked, nonostante venga accreditato come membro esterno, dato che nelle foto dei due album compare ancora Criss. Successivamente, Fig suonò anche con i Frehley's Comet dell'ex chitarrista dei KISS, Ace Frehley e partecipò anche nella sua carriera solista.
Nel 1996, Fig ha anche pubblicato dei metodi di batteria intitolati "In the Groove" e "Late Night Drumming". Nel 2002, ha prodotto un disco a suo nome intitolato Figments, il quale presenta altri musicisti come Randy Brecker, Sebastian Bach, Al Kooper e Brian Wilson. Nel 2006 ha suonato le parti di batteria di The Village Lanterne con i Blackmore's Night di Ritchie Blackmore. Attualmente continua la sua attività di turnista.
Nel gennaio del 2016 collabora col chitarrista statunitense Joe Bonamassa alla registrazione dell'album "Blues of Desperation".